# Periplaneta diamesa
Periplaneta diamesa är en kackerlacksart som beskrevs av Bei-Bienko 1954. Periplaneta diamesa ingår i släktet Periplaneta och familjen storkackerlackor. Inga underarter finns listade i Catalogue of Life.